# 法尊
足利 法尊（あしかが ほうそん、応永3年12月30日（1397年1月29日） - 応永25年2月15日（1418年3月22日））は、室町時代前期の真言宗の僧侶。仁和寺門跡・准后。室町幕府第3代将軍足利義満の子。母は『系図纂要』によれば御台所・日野業子だが異説もある。また生年については応永4年（1398年）説もある。
義満の後継を巡って義持・義嗣と並ぶ第3の候補者的な立場にあったとする見方もあるが、義満の死の翌年応永16年（1409年）11月7日に仁和寺門跡永助法親王から得度を受けて仁和寺に入る（『教言日記』）。応永19年（1412年）4月16日には准后宣下を受けている（『後常瑜伽院御室日記抄録』）。これは3歳年上で後に天台座主となった義円（後の6代将軍足利義教）よりも早い待遇だった。苦修錬行を重ね、応永20年（1413年）4月22日に永助法親王から伝法灌頂を受けて仁和寺門跡を継承する。天皇の子以外で仁和寺門跡になったのは鎌倉時代に摂政関白九条道家の子法助の例があるのみという異例の昇進だったが、その5年後に師に先立って23歳で死去した。このため歴代の御室門跡には数えられていない。
法尊の異例の速さの昇進は将軍職の継承を放棄した代償だと言われている。また原則として天皇の子しか就けない仁和寺門跡の地位に父・義満ではなく異母兄・義持の後ろ盾で就いた事実も注目される。